# Papieska elekcja 1164 (antypapież Paschalis III)
Elekcja 22 kwietnia 1164 – przeprowadzony z inicjatywy arcybiskupa Kolonii Rainalda z Dassel wybór następcy antypapieża Wiktora IV, wybranego w wyniku podwójnej elekcji papieskiej w 1159 roku.

## Śmierć Wiktora IV
Antypapież Wiktor IV, wybrany we wrześniu 1159 roku przez grupę kardynałów sprzymierzonych z cesarzem Fryderykiem I Barbarossą w opozycji do wybranego przez większość kardynałów papieża Aleksandra III zmarł w Lukce 20 kwietnia 1164 roku. Był on uznawany za papieża w zasadzie tylko na obszarach podległych cesarzowi Fryderykowi I tj. w Niemczech i północnych Włoszech, oraz w Polsce, podczas gdy reszta Europy popierała Aleksandra III lub ewentualnie zachowywała neutralność. W samym Cesarstwie część episkopatu (np. arcybiskup Eberhard z Salzburga) także wspierała prawowitego papieża. Mimo to, pozycja antypapieża była dość mocna, gdyż jego zwolennicy kontrolowali większą część Państwa Kościelnego, natomiast Aleksander III wraz ze swoją kurią musieli uciekać do Francji. Głównym zwolennikiem podtrzymywania schizmy był cesarski kanclerz Rainald z Dassel, arcybiskup Kolonii, zwolennik uniwersalizmu cesarskiego.

## Wybór Paschalisa III
Dwa dni po śmierci Wiktora IV z inicjatywy Rainalda z Dassel i bez konsultacji z cesarzem obecni w Lukce schizmatyccy kardynałowie przystąpili do wyboru nowego (anty)papieża. Jeszcze tego samego dnia obrano kardynała Guido di Crema, krewnego Wiktora IV, który nominację kardynalską uzyskał jeszcze od papieża Lucjusza II. Przybrał on imię Paschalis III. 26 kwietnia został konsekrowany przez biskupa Henryka z Leodium.
Nowy antypapież miał duże problemy z zyskaniem poparcia. Początkowo wahał się nawet sam Fryderyk I, z którym nie skonsultowano tej elekcji. Większość niemieckiego episkopatu opowiedziała się za uznaniem Aleksandra III. Ostatecznie jednak, po fiasku negocjacji z Aleksandrem III, na synodzie w Würzburgu w maju 1165 uznał on Paschalisa III za papieża, a zwolennicy Aleksandra III w episkopacie Niemiec i Italii byli pozbawiani stanowisk.

## Lista elektorów
Nie wiadomo dokładnie ilu ani którzy kardynałowie brali udział w wyborze Paschalisa III, gdyż żadne współczesne źródło tego nie odnotowało. Analiza kontrasygnat bulli Wiktora IV z 14 i 18 kwietnia 1164 pozwala jednak ustalić, jacy kardynałowie znajdowali się w tym czasie w jego otoczeniu i można z dużą dozą prawdopodobieństwa przyjąć, że uczestniczyli oni w wyborze jego następcy kilka dni później:
- Lindo (nominacja kardynalska 1163) – kardynał biskup Sabiny; prymas Świętego Kolegium Kardynałów
- Johannes de Struma OSBVall (1163) – kardynał biskup Albano; opat Struma
- Teodoryk (1163) – kardynał biskup Segni
- Giovanni Morrone (22 lutego 1152) – kardynał prezbiter Ss. Silvestro e Martino; kanclerz Świętego Kościoła Rzymskiego; protoprezbiter Świętego Kolegium Kardynałów
- Guido di Crema (20 maja 1144) – kardynał prezbiter S. Maria in Trastevere
- Jan (18 grudnia 1159) – kardynał prezbiter S. Pudenziana
- Humfryd (10 czerwca 1161[1]) – kardynał prezbiter S. Susanna
- Albert (1163) – kardynał prezbiter S. Crisogono
- Bernard (18 grudnia 1159) – kardynał diakon Ss. Sergio e Bacco; protodiakon Świętego Kolegium Kardynałów
- Gerard (10 czerwca 1161[1]) – kardynał diakon S. Giorgio in Velabro
- Lanfred (7 marca 1164[1]) – kardynał diakon S. Maria Nuova

Guido di Crema i Giovanni Morrone otrzymali godność kardynalską odpowiednio od Lucjusza II i Eugeniusza III, pozostali byli nominatami Wiktora IV.
Choć formalnego wyboru dokonali kardynałowie, źródła jednoznacznie wskazują na dominującą rolę Rainalda z Dassel.

### Nieobecni
Wiadomo, że w kwietniu 1164 żyło jeszcze co najmniej trzech innych kardynałów mianowanych przez antypapieża:
- Aicardo Cornazzano (23 grudnia 1160[1]) – kardynał prezbiter; biskup oraz podesta Parmy
- Lando Sitino (18 grudnia 1159) – kardynał diakon S. Angelo in Pescheria
- Gerard (18 grudnia 1159[1]) – kardynał diakon S. Maria in Aquiro

Aicardo przebywał wówczas w Parmie, gdzie był biskupem, a ponadto sprawował funkcję podesty. Na temat losów Gerarda z S. Maria in Aquiro oraz Lando z S. Angelo w tym czasie nic nie wiadomo, faktem jest jednak, że nie występują jako świadkowie na bullach antypapieża z 14 i 18 kwietnia 1164, co wskazuje, że nie byli w tym czasie obecni w kurii.